# Auf dem Heil
Auf dem Heil ist mit 274,5 m ü. NHN der höchste Berg des Ardeygebirges.

## Geographie

### Lage
Der Berg liegt auf Herdecker Stadtgebiet zwischen Herdecke und Wetter im Ennepe-Ruhr-Kreis.
Im Süden verläuft die Ruhr, die zum Harkortsee aufgestaut ist, im Norden der Selmkebach. In westlicher Richtung liegt im Ardeygebirge der Harkortberg. Die Quelle des Schnodderbachs befindet sich auf dem Berg Auf dem Heil.

### Naturräumliche Einordnung
Der Berg Auf dem Heil gehört in der naturräumlichen Haupteinheitengruppe Süderbergland (33) in der Haupteinheit Bergisch-Sauerländisches Unterland (337) und in der Untereinheit Niederbergisch-Märkisches Hügelland (337.1) zum Naturraum Ardey (3371.5). Dieser Naturraum teilt sich in die Ardeyhöhe (3371.50) und die Südardeywände 3371.51 auf, wobei Auf dem Heil Bestandteil der Südardeywände ist.

### Schutzgebiete

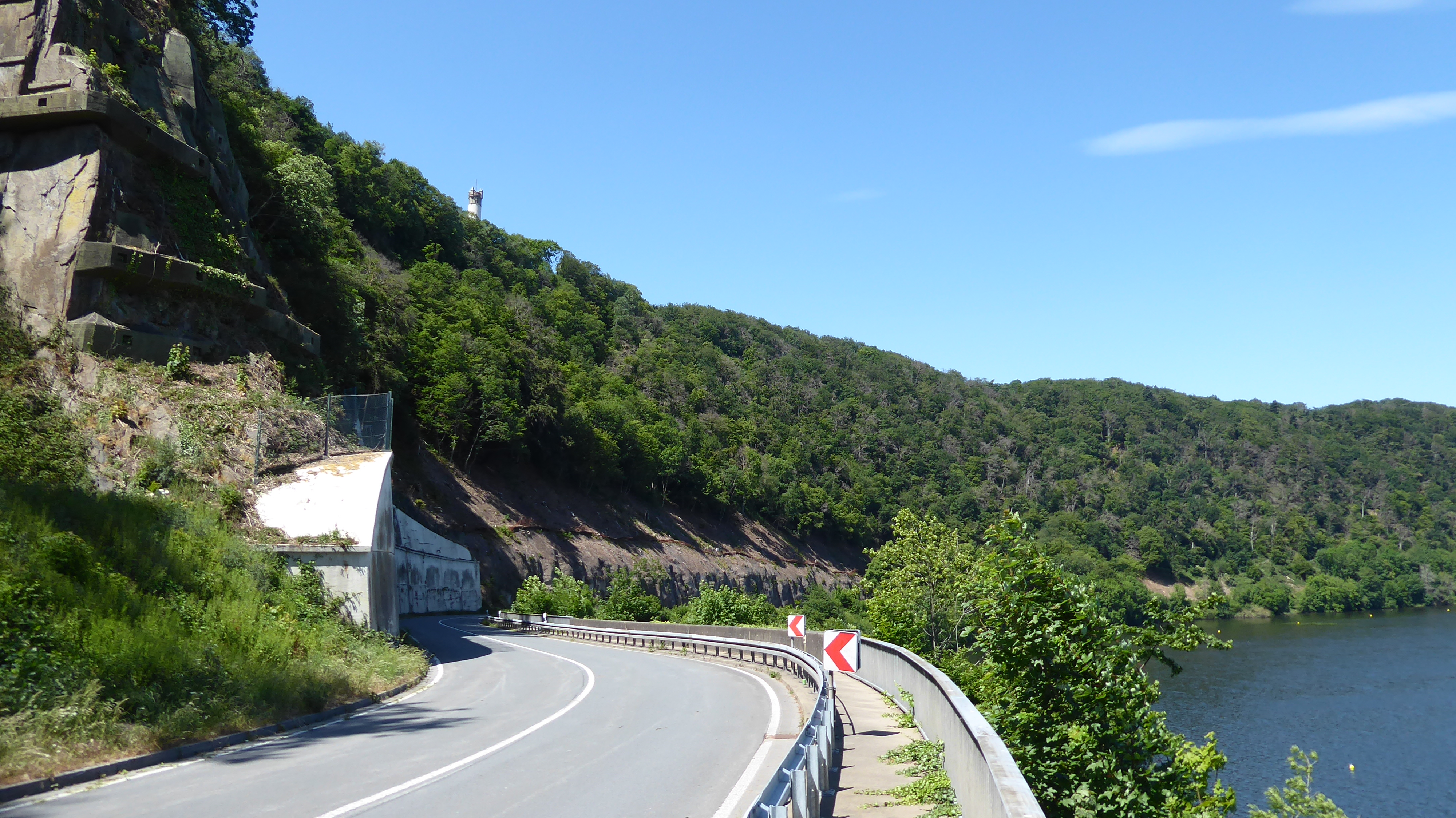
Kaiserstraße und Felsen am Harkortsee

Auf dem Heil liegt im Landschaftsschutzgebiet Schede/Auf dem Heil/Rostesiepen/Kallenberg/Harkortberg/Harkortsee/Ruhrauen.
Am Südhang zum Harkortsee liegt das FFH-Gebiet Felsen am Harkortsee. Das FFH-Gebiet mit der Gebietsnummer 4510-301 hat eine Fläche von 2,52 ha. Es kennzeichnet natürliche und anthropogen entstandene, aber bereits sehr natürlich entwickelte Felsgruppen am südost exponierten Berghang nördlich des Harkortsees.